# Armona (isla)
Armona (en portugués: Ilha da Armona) es una isla portuguesa. Pertenece al concejo de Olhão, y está integrada en el Parque natural del Lago Ria Formosa. La conexión a la ciudad de Olhão se hace diariamente, cada hora en verano, y con una frecuencia menor en invierno.
La isla se compone de las playas frente a la ria Formosa y frente al mar. Cuenta con instalaciones para acampar y cabañas para alquilar, también es posible usar casas particulares. Existen además varios restaurantes cerca del muelle, algunos con tradición familiar, transmitida de generación en generación.
Los aficionados de los deportes acuáticos también encuentran en la isla de Armona un buen lugar para practicarlos. El canotaje, vela y buceo son sólo algunos ejemplos. La pesca también es muy popular.
Además de la parte habitada de la isla, hay una sección de un tono más salvaje, donde se puede encontrar, por ejemplo, los camaleones y otros ejemplares de fauna local.

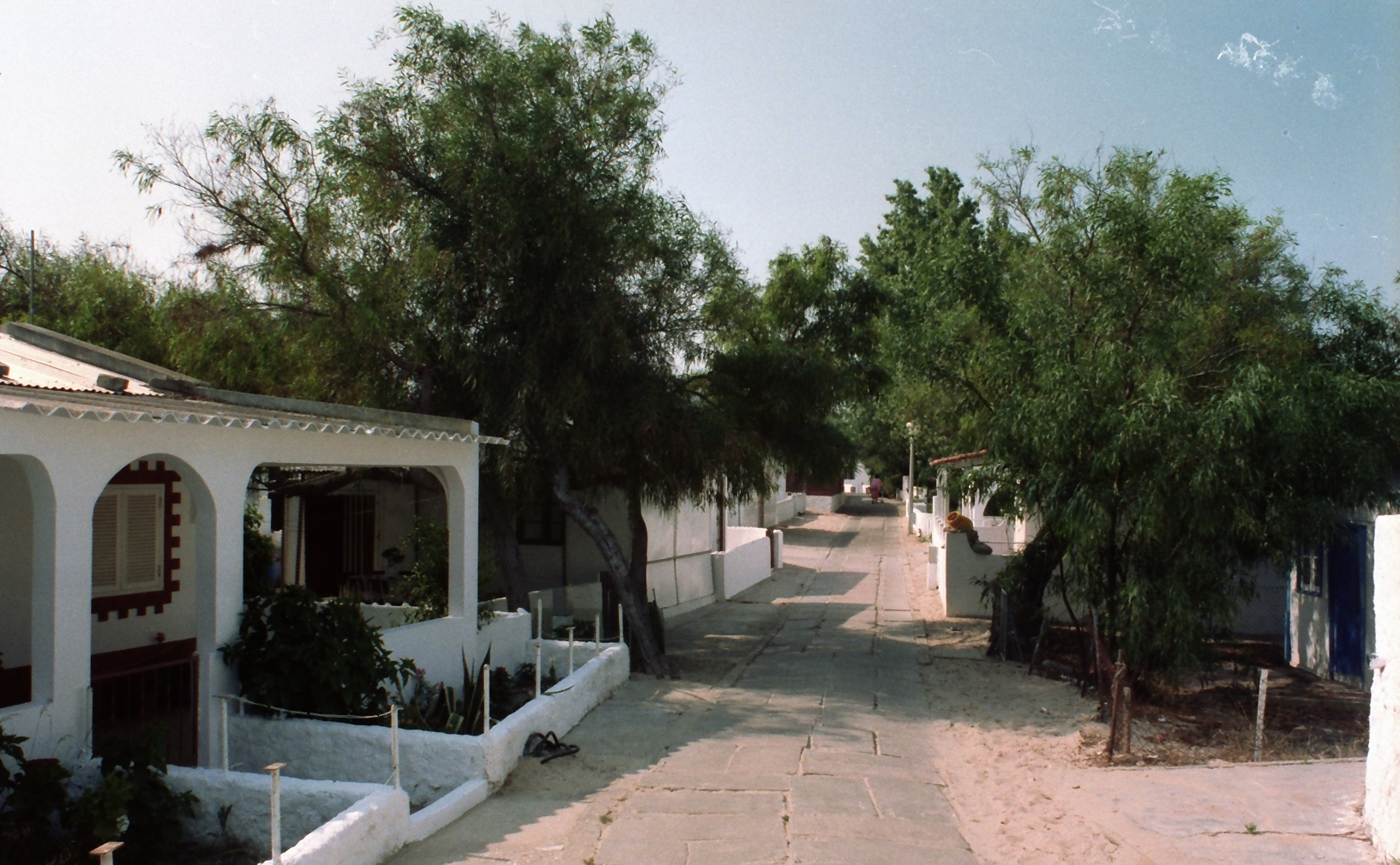
Una calle de Armona.